# 위대한 헌터 GJ
"위대한 헌터 GJ"는 1995년에 개봉한 대한민국의 영화이다.

## 캐스팅
- 신기식 : G.J 역
- 강리나 : 진이 역
- 김희라
- 임용
- 차종호
- 이무정
- 김주영
- 이해룡
- 서찬호 : 거인 역
- 강문수 : 야쿠샤 역
- 이무룡 : 야쿠샤 역
- 임종락 : 야쿠샤 역
- 조병옥 : 야쿠샤 역
- 최명호 : 야쿠샤 역
- 오형진 : 야쿠샤 역
- 임대혁 : 야쿠샤 역
- 오승준 : 야쿠샤 역
- 천효범 : 야쿠샤 역
- 최윤영 : 여비서 역
- 조혜진 : 여비서 역
- 장윤호 : 지배인 역
- 유정효 : 하야시경호원 역
- 신용화 : 하야시경호원 역
- 박동영 : 골프장 남 1 역
- 윤동현 : 골프장 남 2 역
- 박예숙 : 모텔주인 역
- 최수정 : 모텔여 역
- 김영철 : 오토바이사내 역
- 이영국 : 골목남 역
- 김형혜 : 골목여 역
- 송관선 : 거지 역
- 김진철 : 양아치 역
- 이희정 : 여행사 역
- 유승철 : 웨이타 역
- 김대훈 : 복도벨보이 역
- 김영대 : 현관벨보이 역
- 이종용 : 현관벨보이 역
- 권유은 : TV아나운서 역
- 이강식 : 라디오아나운서 역
- 김지혜 : 나레이터 역